# 冯象
冯象（Peter Feng，1953年—），中国上海人，法學及古文學跨學科學者，现任清华大学法学院“梅汝璈法学讲席教授”。

## 经历
馮象於文革期間遠赴云南，受少數民族再教育九年，其後在北京大學曾經師從李赋宁、杨周翰先生。曾任北京大學法學院兼職教授、哈佛大学法学院客座教授、香港大学法律學院教授兼副院长等職。辭任香港大學教席后定居美国麻省新伯利港，從事知识产权与竞争资讯等领域的法律业务，業餘翻譯和寫作。期间经常回国讲学。2010年，受聘于清华大学法学院。
冯象据称精通數十種語言，包括漢語、希臘文、意大利语、希伯萊文、拉丁文、古拉丁文、俄語、法語、古法語、德語、英語、古英語、中古英語、威爾士語、古冰島語及亞蘭語等。可是，也有證據顯示馮象只有初級希臘文和希伯來文知識，更根本不懂威爾士語。
馮象在中國大陆《万象》、《南方周末》等刊物开辟专栏文章，內容與其專業範疇相關，多為西方宗教、西方文學及法律有關的散文。專欄名曰“理想國”。

## 學歷
- 昆明师范学院英美语言文学学士
- 北京大学英美文学硕士
- 哈佛大学中古文学博士(Ph.D.，研究對象：喬叟)
- 耶鲁大学法律博士(J.D.，研究範疇：知識產權)

## 家庭
馮象已婚，其妻子常替他校對稿件。父親馮契曾是華東師範大學哲學系教授。有一长兄冯棉，为华东师范大学终身教授。

## 著作
- Peter Feng, Intellectual Property in China, Sweet & Maxwell, 1997, 2003.（英文, 即《中国知识产权》, 暂无中文版）
- 《木腿正义》，中山大学出版社1999年；北京大学出版社2007年增订版。
- 《玻璃岛——亚瑟与我三千年》，生活·读书·新知三联书店，2003年。
- 《政法笔记》，江苏人民出版社，2004年。
- 《创世记：传说与译注》，江苏人民出版社，2004年。
- 《宽宽信箱与出埃及记》，生活·读书·新知三联书店，2006年。
- 《信与忘：约伯福音及其他》，生活·读书·新知三联书店，2012年。
- 《我是阿尔法：论法和人工智能》，中国政法大学出版社，2018年。

## 譯作
- 《贝奥武甫：古英语史诗》，生活·读书·新知三联书店，1992年。

### 聖經
- 《摩西五经》，第一版為香港牛津大学出版社2006年出版；修訂版為生活·读书·新知三联书店2013年出版；三版為香港本事出版社2024年出版。
- 《智慧书》，第一版為香港牛津大学出版社2008年出版；修訂版為生活·读书·新知三联书店2016年出版。（內容包括約伯記、詩篇、箴言、傳道書、雅歌；譯文第三版不再獨立出版，而收入《聖錄》）
- 《新约》，第一版為香港牛津大学出版社2010年出版；修訂版為香港牛津大学出版社2019年出版；三版為香港本事出版社2024年出版。
- 《以赛亚之歌》，生活·读书·新知三联书店2017年出版。（內容為以賽亞書）
- 《圣诗撷英》，生活·读书·新知三联书店2017年出版。（內容為新舊約詩歌選譯）
- 《先知书》，香港牛津大学出版社2020年出版。
- 《歷史書》，香港牛津大学出版社2021年出版。
- 《聖錄》，香港本事出版社2024年出版。